# HD 58551
HD 58551，又名BD+21 1596，SAO 79386、HR 2835，是一颗恒星，视星等为6.54，位于銀經197.05，銀緯17.15，其B1900.0坐标为赤經7h 20m 55.6s，赤緯+21° 17.15′ 8″。